# László Pusztai
László Pusztai (* 1. März 1946 in Szentes; † 6. Juli 1987 auf der Autópálya M7) war ein ungarischer Fußballspieler.

## Karriere

### Verein
Pusztai begann seine Karriere bei Szentesi Kinizsi. Zur Saison 1966 wechselte er zum Szegedi EAC. Zur Saison 1969 schloss er sich Honvéd Budapest an. In sechs Spielzeiten bei Honvéd kam er zu 128 Einsätzen in der Nemzeti Bajnokság, in denen er 50 Tore erzielte. Zur Saison 1974/75 wechselte der Angreifer innerhalb Budapests zu Ferencváros. In der Saison 1975/76 wurde er mit Fradi Meister, dies sollte der einzige Meistertitel in seiner Karriere bleiben. In insgesamt sechseinhalb Jahren bei Ferencváros kam er zu 152 Ligaeinsätzen, in denen er 36 Mal traf.
Im Januar 1981 wechselte Pusztai nach Österreich zum Erstdivisionär SC Eisenstadt. Für Eisenstadt spielte er bis zum Ende der Saison 1980/81 18 Mal in der 1. Division. Mit den Burgenländern stieg er zu Saisonende allerdings als Tabellenletzter in die 2. Division ab. In dieser traf er in 16 Einsätzen sechsmal; mit Eisenstadt schaffte er 1982 den direkten Wiederaufstieg. Nach weiteren 15 Einsätzen in Österreichs höchster Spielklasse beendete Pusztai nach der Saison 1982/83 seine Karriere.

### Nationalmannschaft
Pusztai debütierte im April 1970 in einem Testspiel gegen Jugoslawien für die ungarische Nationalmannschaft. 1978 wurde er in Ungarns Kader für die WM berufen. Während des Turniers kam er zu zwei Einsätzen, Ungarn schied punktelos in der Gruppenphase aus. Bis zu seinem letzten Einsatz für sein Land im Mai 1979 kam der Stürmer 25 Mal im Nationalteam zum Einsatz und erzielte dabei fünf Tore.

## Tod
Der 41-jährige Pusztai und seine Frau starben am 6. Juli 1987 bei einem Autounfall auf der Autópálya M7 Richtung Budapest; seine zwei Kinder überlebten den Unfall.

## Erfolge
Ferencváros Budapest
- Ungarischer Meister: 1976